# مسیر خطر
مسیر خطر (انگلیسی: Danger Route) یک فیلم جاسوسی به کارگردانی ست هولت است که در سال ۱۹۶۷ منتشر شد.

## بازیگران
- ریچارد جانسون
- کرول لینلی
- باربارا بوشه
- سیلویا سیمز
- گوردون جکسون
- دایانا دورس
- موریس دنهام
- سام وانامیکر
- رابین بیلی
- هری اندروز
- تیموتی بیتسون